# Jean Népomucène Zegri y Moreno
Jean Népomucène Zegri y Moreno (Grenade, 11 octobre 1831 - Malaga, 17 mars 1905) est un prêtre espagnol, fondateur des Sœurs de la charité de Notre-Dame de la Merci et reconnu bienheureux par l'Église catholique. Il est fêté le 17 mars.

## Biographie
Jean Népomucène nait à Grenade le 11 octobre 1831. Son père est médecin et professeur à la faculté de médecine de Grenade. Jean montre très tôt de grandes capacités pour les études, aussi bien en cours élémentaires que secondaires, comme étudiant à l'université de Grenade puis comme interne au Real Colegio Mayor de San Bartolomé y Santiago (es). Malgré un avenir prometteur et une lignée de médecins et de juristes, il intègre le 30 septembre 1850 à 18 ans, le séminaire de l'abbaye du Sacromonte.
Au cours de ces années de formation, ses talents d'orateur deviennent évidents. Il est ordonné prêtre le 2 juin 1855 ; quelques jours plus tard, il perd sa mère victime du choléra. Il commence sa carrière pastorale qu'il combine avec l'enseignement au collège de San Bartolomé et de Santiago. Pendant ce temps, il continue ses études qui aboutissent à l'obtention du doctorat en théologie, d'une licence en droit civil et canonique, et d'un baccalauréat en philosophie et lettres. Cette préparation lui permet d'assumer la présidence de la chaire de psychologie et d'éthique de l'institut de Grenade, alors qu'il a la charge des paroisses de Huétor Santillán et de Loja. En outre, il est prédicateur permanent de la reine Isabelle II, aumônier militaire, formateur de séminaristes, archiprêtre et examinateur synodale de Grenade, Jaen et Orihuela. Il reste pourtant humble, patient et affable.
En 1869, il est affecté au diocèse de Malaga comme vicaire général, chanoine de la cathédrale et visiteur de religieuses. Il découvre dans la maison de Miséricorde de Sainte-Marie-Madeleine et San Carlos, des personnes dans la souffrance et défavorisées. En 1878, il commence la fondation des sœurs de la Charité de Notre-Dame de la Merci. Les premières religieuses prennent l'habit à Grenade au printemps de la même année puis s'établissent à Malaga. En 1888, Jean est accusé par une des sœurs, Rome le destitue de toute direction de son œuvre. En 1896, Léon XIII reconnaît l'erreur et le réhabilite mais ni l'archevêque de Grenade ni les religieuses ne souhaitent son retour. Le 17 mars 1905, il meurt seul des suites du diabète. 
Jean-Paul II le béatifie le 9 novembre 2003. Il est commémoré le 17 mars selon le Martyrologe romain.